# La Jaca
La Jaca es un núcleo de población perteneciente a la localidad de San Miguel de Tajao, en el municipio de Arico de la provincia de Santa Cruz de Tenerife —Canarias, España—. 

## Toponimia
El núcleo debe su nombre a la especie de cangrejo Eriphia verrucosa, conocida en Canarias con el nombre de jaca, que antiguamente abundaba en la zona.
Hoy en día, el pueblo tiene un bonito logo en memoria de esta especie que habitaba en el pueblo.

## Geografía
Se encuentra situado a unos diez kilómetros de la capital municipal, una altitud media de 20 m s. n. m., ocupando el margen derecho del barranco de Las Listadas, entre los núcleos de Abades y Tajao. Posee una superficie de 0,678 km².
El barrio cuenta con una ermita dedicada a la virgen del Carmen, un centro cultural, un pequeño polideportivo y una cancha de bola canaria, una plaza pública y un parque infantil, así como con algunos pequeños comercios y bares.
La Jaca posee una playa y un charco natural apto para el baño, así como con un embarcadero.

## Historia
Este núcleo tiene sus raíces en un asentamiento de población proveniente principalmente de las medianías del municipio, que durante el periodo estival se desplaza hasta la costa para aprovechar los recursos que el mar proporciona.
La ensenada de La Jaca ha sido uno de los recursos naturales que han ayudado a consolidar este barrio, sirviendo de refugio del viento para los pequeños barcos de faena, sirviendo además en otras épocas como encerradero natural para apresar pescado, aprovechando las mareas.
Se puede considerar este núcleo como un barrio-dormitorio ya que es casi nula la existencia de puestos de trabajo.

## Demografía
| Año        | 2000 | 2005 | 2010 | 2015 | 2020 |
| ---------- | ---- | ---- | ---- | ---- | ---- |
| Habitantes | 85   | 103  | 308  | 336  | 513  |

## Comunicaciones
El acceso al barrio se realiza desde la autopista del Sur por las salidas de Tajao dirección norte), Abades (dirección sur) y un tercer acceso situado en la trasera de la gasolinera de la TF-1 que queda entre ambas salidas, la estación de servicio Cepsa Abades a través de la carretera TF-631 (Abades-Tajao).

### Transporte público
En autobús —guagua— queda conectado mediante la siguiente línea de TITSA:
| Línea | Trayecto                                                           | Recorrido     |
| ----- | ------------------------------------------------------------------ | ------------- |
| 430   | Granadilla - Villa de Arico - El Porís - Costa Arico - Las Maretas | Horario/Línea |

## Lugares de interés
- Playa de La Jaca
- Charco de la Virgen